# Phil Krueger
Phil Krueger (ur. 22 czerwca 1951 roku w Milwaukee) – amerykański kierowca wyścigowy.

## Kariera
Krueger rozpoczął karierę w międzynarodowych wyścigach samochodowych w 1977 roku od startów w USAC Mini-Indy Series. Z dorobkiem dwustu punktów został sklasyfikowany na siódmej pozycji w końcowej klasyfikacji kierowcców. W późniejszym okresie Amerykanin pojawiał się także w stawce Amerykańskiej Formuły Super Vee Robert Bosch/Valvoline Championship, CART Indy Car World Series, Indianapolis 500 oraz IMSA GTU Championship.
W CART Indy Car World Series Krueger startował w latach 1981-1989, 1991. Najlepszy wynik Amerykanin osiągnął w 1982 roku, kiedy uzbierane 27 punktów dało mu 23 miejsce w klasyfikacji generalnej. W wyścigu Indianapolis 500 raz uplasował się w czołowej dziesiątce - w 1988 roku był ósmy.